# گزو (خاش)
گزومنطقه ای در دهستان پشتکوه بخش مرکزی شهرستان خاش استان سیستان و بلوچستان ایران است.که دارای هشت روستا میباشد که عبارت از:حاجی آباد،پیل گوشکان،تیلگ،دشت زاره،کم زرد،گزانان،کهن کرمشاه،کلگ(خالی از سکنه) میباشد.

## جمعیت
بر پایه سرشماری عمومی نفوس و مسکن در سال ۱۳۹۵ جمعیت این مکان ۳۴۷ نفر (۸۵خانوار) بوده‌است.